# Hallersrum
Hallersrum är en ort, belägen utefter länsväg H 819 vid Lillesjön i Djursdala socken i Vimmerby kommun. Mellan 2015 och 2020 avgränsade SCB här en småort.